# Бојс Ранч (Тексас)
Бојс Ранч (енгл. Boys Ranch) насељено је место без административног статуса у америчкој савезној држави Тексас.

## Демографија
По попису из 2010. године број становника је 282.
| Група             | 2000.    | 2010.       |
| Белци             | 0 (0,0%) | 229 (81,2%) |
| Афроамериканци    | 0 (0,0%) | 18 (6,4%)   |
| Азијати           | 0 (0,0%) | 0 (0,0%)    |
| Хиспаноамериканци | 0 (0,0%) | 30 (10,6%)  |
| Укупно            | 0        | 282         |